# Busia (Kosovo)
Busia (albanisch auch Busi, serbisch Бусиње Businje) ist ein Dorf im Kosovo. Busia gehört zur Gemeinde Pristina. In der Nähe befinden sich die Dörfer Kolovica, Makoci und Grashtica. Über die M-9 ist das Dorf von Pristina nur 21 km entfernt. In dem Dorf liegt auch der Bärenwald Pristina.

## Bevölkerung
| Jahr | Einwohner |
| ---- | --------- |
| 1948 | 855       |
| 1953 | 899       |
| 1961 | 938       |
| 1971 | 1 017     |
| 1981 | 1 111     |
| 1991 | 1 134     |
| 2011 | 814       |

Die Volkszählung in der Republik Kosovo aus dem Jahr 2011 ergab, dass in dem Dorf Busia 814 Menschen wohnten, die sich allesamt als Albaner bezeichneten.